# Feel (canción de Kumi Kōda)
«Feel» es el sexto sencillo de la compilación de sencillos BEST ～second session～ de la cantante japonesa Kumi Kōda. Kumi escribió las letras de esta canción junto a Hitoshi Shimono, el cual creó la música y los arreglos. La canción es lenta, tipo R&B. La canción presenta un coro totalmente en inglés. Es el único sencillo limitado que logró la primera posición en Oricon. También fue el primer número uno de una artista femenina en 2006. El sencillo vendió 46 136 copias.

## Portada
La portada representa a España, principalmente al traje del matador. El color que representa a feel es el verde oscuro.

## Video musical
Feel es la segunda parte (tercera si se considera a Candy) de la historia "Wish you happiness and love-Koda Kumi" la cual narra las situaciones que pasaron tres hombres con Kumi. El video trata el desconsuelo del novio de Kumi, que regresa al bar el cual le trae recuerdos de su relación. En el vídeo se puede observar a Kumi como una cantante seduciando al tipo, tanto en el escenario o quitándose su ropa, hasta quedarse en lencería y pasar una noche de amor. Todo se ve como excelente, hasta que al final, el espectador se da cuenta de que todo eso son recuerdos o fantasías que él tiene y que eso no estaba sucediendo en ese instante.

## Listado de canciones
1. «Feel»
2. «Feel» (instrumental)

- Datos: Q307642